# Круженков, Егор Николаевич
Егор Николаевич Круженко́в (род. 8 июля 1999) — российский хоккеист, нападающий. Игрок курганского «Зауралья», выступающего в ВХЛ.

## Карьера
Егор Круженков начал заниматься хоккеем в московской хоккейной школе «Снежные барсы», а позже перешёл в школу воскресенского «Химика». В 2016 году попал на драфт КХЛ, где был выбран московским «Спартаком» и за состав которого дебютировал на профессиональном уровне в сезоне МХЛ 2016/2017 годов. В сезоне 2018/2019, 29 ноября 2018 года, Егор Круженков дебютировал в Континентальной хоккейной лиге, в домашней игре против череповецкой «Северстали». Всего, в сезоне 2018/2019 отыграл 5 матчей за основной состав, являясь игроком подмены, появляясь в четвёртом звене. Большую часть времени хоккеист провёл в молодёжной команде, а также привлекался к играм ВХЛ за аффилированный клуб — воскресенский «Химик». В сезоне 2020/2021, 6 октября 2020 года, в гостевой игре красно-белых против финского клуба «Йокерит», Егор Круженков отметился результативной передачей, тем самым открыв счёт персональным очкам на уровне КХЛ.

## В сборной
В 2018 году привлекался к тренировкам в составе молодёжной сборной России, для подготовки к турниру четырёх наций.